# ナンセモンド・カウンティ (戦車揚陸艦)
ナンセモンド・カウンティ（USS Nansemond County, LST-1064）は、アメリカ海軍向けに建造されたLST-542級戦車揚陸艦の1隻。艦名はバージニア州ナンセモンド郡にちなむ。当初の艦名はLST-1064だった。

## 経歴

### USSLST-1064
1945年1月9日、マサチューセッツ州ヒンガムのベスヘレム・ヒンガム造船所にて起工され、1945年2月14日にはLST-1064として進水式が行われた。1945年3月12日、リーランド・H・オースチン中尉 (Leland H. Austin) を艦長に迎えて就役する。
チェサピーク湾での習熟航行の後、LST-1064はニュージャージー州アール海軍武器基地にて弾薬を積載した後にアジア・太平洋戦線に派遣され、1945年6月23日にはウルシー環礁に到着した。以後はフィリピン方面への輸送任務に従事し、また終戦後は日本への進駐軍向けの輸送任務に従事した。
その後オレゴン州アストリアにて不活性化され、1946年8月21日に退役が宣言された。以後は太平洋予備艦隊コロンビア川グループ (Columbia River Group, Pacific Reserve Fleet) の1隻として係留されていた。
1955年7月1日、ナンセモンド・カウンティ（USS Nansemond County, LST-1064）と改名。1959年9月17日までの処分が予定された。

### JDS しれとこ (LST-4003)
1961年4月、軍事援助計画の元で日本に供与され、海上自衛隊のおおすみ型輸送艦しれとこ (LST-4003) として就役。1975年、アメリカへと返還された。

### RPS サマール・デル・ノルテ (LT-510)
1976年9月24日、フィリピンへと再供与され、フィリピン海軍の輸送艦サマール・デル・ノルテ (RPS Samar Del Norte, LT-510) として就役。その後の処分は不明。